# Пјан дел Труло (Витербо)
Пјан дел Труло је насеље у Италији у округу Витербо, региону Лацио.
Према процени из 2011. у насељу је живело 25 становника. Насеље се налази на надморској висини од 219 м.